# Trzebusz
Trzebusz – wieś w północno-zachodniej Polsce, położona w województwie zachodniopomorskim, w powiecie gryfickim, w gminie Trzebiatów. Wieś z zabudowaniami poniemieckimi oraz dwoma małymi osiedlami bloków popegiererowskich. 
Według danych z 28 lutego 2009 wieś miała 670 mieszkańców.
W środku najstarszej części Trzebusza znajduje się późnorenesansowy kościół, zbudowany w 1685 r. na starych fundamentach gotyckich z XV w. Kościół posiada wysoki dach, od frontu szalowaną, drewnianą zwieńczoną ośmiobocznym hełmem wiciowym wieżę z pochyłymi ścianami. Wewnątrz renesansowa empora i barokowa ambona.

## Położenie
Przez miejscowość przechodzi droga wojewódzka nr 109, a także czerwony Szlak Nadmorski im. Czesława Piskorskiego, które prowadzą do Mrzeżyna.
W latach 1946–1998 miejscowość administracyjnie należała do województwa szczecińskiego.
Miejscowość tworzą 3 jednostki osadnicze połączone ze sobą drogą wojewódzką nr 109. 

## Społeczność lokalna
Gmina Trzebiatów utworzyła dwie jednostki pomocnicze: „Sołectwo Trzebusz” obejmujące najstarsza część wsi, a także „Sołectwo Trzebusz Osiedle” obejmujące dwa osiedla niskich bloków mieszkalnych. Mieszkańcy obu sołectw wybierają swojego sołtysa i 5-osobową radę sołecką. Mieszkańcy Trzebusza i wsi Nowielice wybierają wspólnie 1 radnego do 15-osobowej Rady Miejskiej w Trzebiatowie.
| Zakres wieku mężczyzn | Mężczyźni | Kobiety | Zakres wieku kobiet |
| --------------------- | --------- | ------- | ------------------- |
| 0–19                  | 90        | 72      | 0–19                |
| 20–60                 | 236       | 188     | 20–65               |
| powyżej 60            | 22        | 62      | powyżej 65          |
| Razem (Σ)             | 348       | 322     | (Σ) Razem           |

## Historia
Pierwsza wzmianka o wsi Trzebusz (Tribuis, Tribuse) pochodzi z 1180 r., wymieniana została wśród wsi przekazanych przez księcia Kazimierza I klasztorowi norbertanów w Białobokach koło Trzebiatowa. W posiadaniu zakonników była do czasów reformacji.
Z 1594 r. pochodzi informacja o parafii w Trzebuszu. Od połowy XVI w. wieś występuje w dobrach książęcych. W dokumentach z wizytacji wsi książęcych z 1628 r. zanotowano wieś z 63 łanami, karczmą, a wśród mieszkańców był 1 pasterz i trzech rękodzielników. W 1804 r. zarejestrowano we wsi 34 gospodarstwa, w tym 2 gospodarstwa sołtysie, 19 pełnych chłopskich, 2 połówkowe i 11 zagrodniczych. Zabudowa wsi, w której mieszkało 780 osób, składała się wówczas z 72 budynków mieszkalnych i około 120 gospodarczych. Funkcjonowała tu szkoła dwuklasowa. Przy wsi był wiatrak (koźlak) i cegielnia (nie istnieją). 
W 1845 r. zbudowano dom wdów po pastorach (nie istnieje). W 1912 r. Trzebusz otrzymał połączenie kolejką wąskotorową z Trzebiatowem i Mrzeżynem (nieczynna, pozostał czytelny przebieg). W tym też czasie postawiono budynek nowej szkoły. Po 1945 r. wieś zasiedlono osadnikami (wojskowi, ludność z Polski Centralnej i zza Buga). Utrzymany został charakter wsi chłopskiej.
Do 1945 r. stosowano niemiecką nazwę Triebs. W 1947 r. ustalono urzędowo polską nazwę Trzebusz.
Do 2006 r. Trzebusz obejmowało jedno sołectwo, będące jednostką pomocniczą gminy Trzebiatów. W 2006 r. podzielono je na dwa osobne „Sołectwo Trzebusz” i „Sołectwo Trzebusz Osiedle”.

## Charakterystyka zabudowy

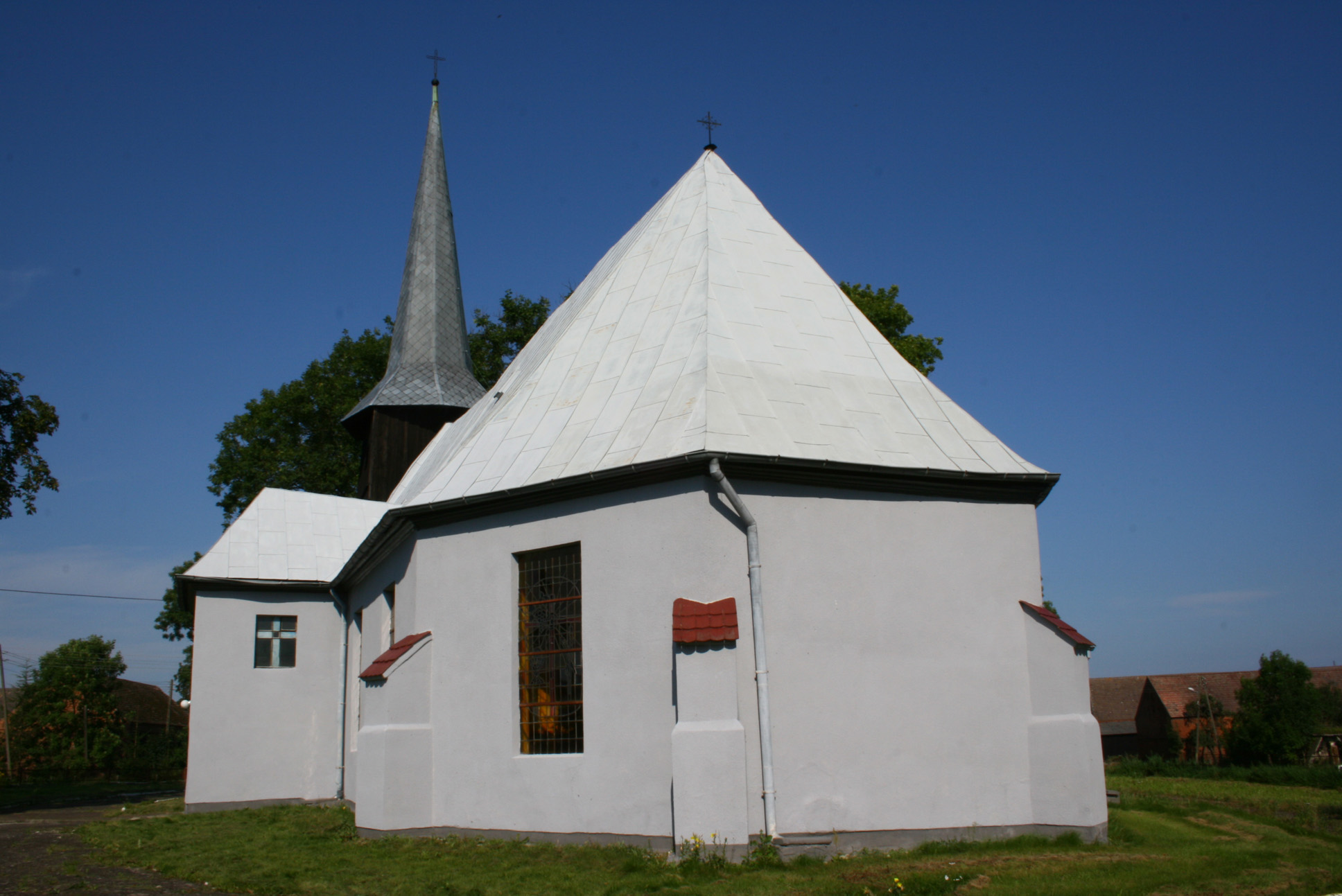
Kościół św. Józefa

Najstarsze chałupy mieszkalne datuje się na początek 1. połowy XIX w. (nr 50, 51). Były one stawiane w konstrukcji ryglowej, parterowe, szerokofrontowe, z siedmio-dziewięcioosiowym frontem, sienią na przestrzał, przykryte wysokim dachem naczółkowym, pokrytym łupkiem (jeszcze licznie zachowany). Późniejsze domy murowane (koniec XIX w.) posiadają tę samą formę. 
Najstarsze zachowane stodoły i budynki gospodarcze zbudowano ok. połowy XIX w. (z 1864 r. pochodzą stodoły nr 1,2), w konstrukcji ryglowej (z ceglanym wypełnieniem), dwuklepiskowe, z odrębnym przejazdem bramnym i furtą dla pieszych. Murowane stodoły z 1. ćwierci XX w. są podobnie duże, dwuklepiskowe, z przejazdem zwieńczonym łukiem koszowym. 